# الفجرة (الحرث)

تعديل مصدري - تعديل

الفجرة محلة تابعة لقرية حصن العطاب الاسفل، التابعة لعزلة الحرث بمديرية بعدان إحدى مديريات محافظة إب في الجمهورية اليمنية، بلغ تعداد سكانها 66 حسب تعداد اليمن لعام 2004.